# Kaping van de Pompeï
Tussen 18 april 2009 en 28 juni 2009 werd de steenstorter Pompeï gekaapt door Somalische piraten in de Indische Oceaan. Er waren tien bemanningsleden aan boord. De kaping eindigde na 71 dagen na het betalen van 1,8  tot 2,8 miljoen euro losgeld. Bij de kaping vielen er geen dodelijke slachtoffers.

## Kaping
Op 18 april 2009 bevond het Belgische schip Pompeï zich in de Indische Oceaan. Het schip, een steenstorter van de baggeraars DEME en Jan De Nul, was op weg naar Zuid-Afrika voor baggerwerken. Aan boord waren tien bemanningsleden aanwezig; één Nederlander, twee Belgen, vier Kroaten en drie Filipijnen.
Op zo’n 700 mijl voor de Somalische kust merkte de stuurman een klein bootje op dat de Pompeï naderde. Er werd tweemaal een stil alarm uitgestuurd, een standaard procedure bij kapingen. Daarna was er geen contact meer met de bemanning.
De eerste piraten die aan boord waren schoten het slot van de stuurhut kapot toen zij niet meteen toegang kregen. De bemanning werd verzameld op het dek. Bij elke overvliegende helikopter of vliegtuig moest zij plaatsnemen op het dek zodat zij diende als menselijk schild. Vier dagen lang werd de bemanning dag en nacht onder schot gehouden.
Volgens getuigen begon één van de kapers “Abdi” na zo’n vier dagen op te treden als onderhandelaar. Hij vroeg 6,5 miljoen dollar losgeld wat werd afgedaan als “incredible”, maar speelde vooral een spelletje volgens de gijzelaars.
Op 31 mei 2009 kwam het uiteindelijk tot een akkoord tussen de onderhandelaars van de eigenaar en de kapers van de Pompeï. Maar erna volgde er een radiostilte die zou duren tot 27 juni 2009.
Tijdens de kaping slachtten de kapers zo’n 40 tot 45 dieren op het dek. Het vlees en de botten bleven op het dek rotten.
Op 27 juni 2009 om 14 uur werd er vanuit een vliegtuig boven de Golf van Aden een koker met losgeld, zo’n 1,8 miljoen tot 2,8 miljoen euro aan een parachute neergelaten in zee. Na het ophalen van het geld en de verdeling ervan, verlieten de kapers het schip en lieten de bemanning vrij.
De laatste kaper verliet de dag nadien om 5 uur 43 het schip. Onder begeleiding van een Grieks marineschip werd koers gezet naar Oman waar de federale politie op hen wachtte om een onderzoek te kunnen beginnen.

## Onderzoek naar de daders
Na de kaping startte het federaal parket onmiddellijk een onderzoek naar de daders op. Dit leidde in eerste instantie tot de arrestatie van twee kleinere garnalen.
In 2013 werd Mohamed Abdi Hassan door het federaal parket naar België gelokt door middel van een fictief filmproject. Mohamed Abdi Hassan, ook wel gekend als “Afweyne” of “grote mond” werd gezien als “piratenkoning” en organisator van de kaping. Vanwege een aantal getuigenissen en VN-rapporten stond “Afweyne” te boek als belangrijkste piratenleider.
Mohamed Abdi Hassan kreeg in 2012 een diplomatiek paspoort van het centrale gezag in Mogadishu. Volgens het Belgisch openbaar ministerie bouwde “Afweyne” samen met zijn zoon een piratengroep uit tot een georganiseerd geheel zoals een leger en bewapend met raketlanceerders, granaten, pistolen en kalasjnikovs. In 2009 werd Abdi Hassan geprezen door de Libische leider Kadhafi voor zijn rol als piratenkoning.
Mohamed Moalin-Aden, ook wel gekend als “Tiiceey” stond sinds 2008 als gouverneur aan het hoofd van de Somalische regio Hamin & Heeb. Volgens het Belgisch openbaar ministerie zou “Tiiceey” een vertrouwenspersoon zijn van de piraten en goed verdiend hebben aan kapingen. 
Moalin-Aden richtte in april 2013 de Anti-Piracy Agency op. De organisatie zou voornamelijk piraten rehabiliteren in plaats van hen bestrijden. Mohamed Abdi Hassan werkte zelf ook voor de organisatie.
De speurders stuurden uiteindelijk een e-mail naar Mohamed Moalin-Aden om zo in contact te kunnen komen met Mohamed Abdi Hassan. Onder het mom van het fictief filmproject "I was a pirate, rebuilding of the nation" konden de speurders “Tiiceey” aanspreken. Een eerste poging om met de verdachten af te spreken in Parijs mislukte omdat “Afweyne” terughoudend bleef.
Op 18 september 2013 volgde er in New York een eerste ontmoeting met “Tiiceey”. Hierbij stemde de Somaliër in om naar Brussel te komen maar onder voorwaarden. Zo wilde Moalin-Aden een rol in de film en werden er voetbaltickets geëist voor de match Frankrijk-Finland.
Samen met zijn vertrouweling Mohamed Moalin-Aden kwam Mohamed Abdi Hassan op 12 oktober 2013 aan in België om contracten te tekenen voor het fictieve filmproject over piraten. De twee werden bij aankomst op Brussels Airport gearresteerd. De twee waren in de val gelokt door het federaal parket.
Abdi Hassan was bij zijn arrestatie in het bezit van een diplomatiek paspoort. Daarnaast had hij van het Somalische ministerie van Binnenlandse Zaken een certificaat gekregen als voorzitter van een vereniging tegen piraterij. Pas na 16 maanden kregen de speurders een kopie van het Somalische paspoort van “Afweyne” waaruit moest blijken dat hij op het moment van de kaping van de Pompeï in Kenia was. De visastempels in het paspoort bleken vals.
Getuigenverklaringen van bemanningsleden bevestigden dat “Afweyne” de grote baas was die het losgeld kwam ophalen en verdelen. Hassan O., een andere kaper van de Pompeï, omschreef hem als Mohamed Abdi Hassan, als absolute leider, die aanwezig was toen het losgeld gedropt werd.

## Vervolging van de daders
Ongeveer drie jaar eerder, op 29 november 2010 verhinderde het Belgische fregat Louise-Marie de kaping van een koopvaardijschip en kon hierbij zeven piraten oppakken. Het Belgische fregat maakte deel uit van Operatie Atalanta, ter bestrijding van piraterij in de regio. Na het nemen van foto’s en vingerafdrukken werd één van de piraten herkend op een foto door de bemanningsleden van de Pompeï. Na een videoverhoor met de Brugse onderzoeksrechter, werd Abdihassen Ahmed alias Omar Mohammed Abdiwahadaan aangehouden en naar België overgebracht, waar hij op 10 december 2010 aankwam. Het was de eerste maal in de Belgische geschiedenis dat er een proces werd gevoerd over piraterij. De verdachte, ook wel piraat 001, werd door het Hof van Beroep in Brussel uiteindelijk veroordeeld tot tien jaar cel.
Een tweede piraat Hassan 0. werd door de Brugse correctionele rechtbank veroordeeld tot negen jaar cel. Nadat hij op 23 juni 2012 aankwam in België. De verdachte werd een dag eerder in de Seychellen uitgeleverd aan België en op het vliegtuig gezet richting Brussel.
In maart 2016 werd piratenkoning Mohamed Abdi Hassan veroordeeld tot 20 jaar cel voor de kaping van de Pompeï. Mohamed Moalin-Aden werd veroordeeld tot 5 jaar cel voor lidmaatschap van een criminele organisatie. Voor de kaping van de Pompeï werd Moalin-Aden vrijgesproken. Eerder werd de piratenkoning Mohamed Abdi Hassan al bij verstek veroordeeld in september 2015, nadat het openbaar ministerie in augustus 2.500 bijkomende stukken aan het dossier liet toevoegen.
In 2017 werd Mohamed Abdi Hassan door het hof van beroep in Gent veroordeeld tot 20 jaar cel. Zijn kompaan Mohamed Moalin-Aden kreeg in beroep 10 jaar cel. Het was volgens het hof onmiskenbaar duidelijk dat Abdi Hassan aan boord van de Pompeï was de dag van de geldoverdracht om het geld te verdelen. Daarnaast was het hof van beroep van oordeel dat er sprake was van psychische foltering tijdens de kaping toen er meermaals een vuurwapen tegen het hoofd van de kapitein werd gezet. Het spuwen van qat en het slachten van dieren op het dek droegen bij tot een bijkomende veroordeling voor foltering.